# Tomáš Indruch
Tomáš Indruch (* 10. Mai 1976 in Hradec Králové, Tschechoslowakei) ist ein tschechischer Kanute.

## Leben
Sein erstes großes Turnier bestritt Indruch mit der Teilnahme an den Olympischen Sommerspielen 2000 in Sydney. Dabei schied er im Einer-Canadier als 13. bereits in den Vorläufen aus. Bei den Kanuslalom-Weltmeisterschaften 2003 in Augsburg gewann er im C1-Team-Wettbewerb gemeinsam mit Jan Mašek und Stanislav Ježek die Bronzemedaille. Ein Jahr später erreichte Indruch bei den Olympischen Sommerspielen 2004 in Athen den 5. Platz. Bei den Kanuslalom-Weltmeisterschaften 2005 auf der Olympiawettkampfstrecke von 2000 in Penrith wiederholte er seinen Erfolg von 2003 und gewann erneut Bronze im C1-Team-Wettbewerb. Ein Jahr später bei den Weltmeisterschaften 2006 in Prag gewann er mit Silber die höchste WM-Medaille seiner Karriere. Bei den Kanuslalom-Weltmeisterschaften 2007 in Foz do Iguaçu gewann er erneut Bronze.